# Уявний експеримент
Уя́вний експериме́нт (також мисленнє́вий, рідше подумковий, мисленевий, думковий, розумовий, мислений)  (нім. Gedankenexperiment, нім. Gedankenversuch) — це гіпотетична ситуація, у якій викладають гіпотезу, теорію чи принцип для того, щоб продумати їхні наслідки; спосіб теоретичного пізнання, що полягає в побудові концептуальних моделей явищ, процесів, станів, які вивчаються, та в дослідженні поведінки цих моделей в ідеалізованих умовах, що імітують реальний експеримент. Тобто це форма мислення, в якій реальні моделі замінені ідеалізованими уявленнями про них. Можна сказати, що уявний експеримент — це програвання в людському розумі деяких ідеалізованих ситуацій.
Уявний експеримент є однією з форм розумової діяльності суб'єкта, у процесі якої в його уяві відтворюється структура реального експерименту, тобто засобами розумового експерименту є розумові моделі (чуттєві образи, образно-знакові моделі, знакові моделі).

## Історія
Давньогрецьке слово δείκνυμι, deiknym, «уявний експеримент», «було найдавнішим зразком математичного доказу» і існувало до евклідової математики, де наголос робився на концептуальній, а не на експериментальній частині думки.
Йоганн Вітт-Гансен встановив, що Ганс Крістіан Ерстед був першим, хто використав термін Gedankenexperiment (з німецької: «розумний експеримент») приблизно в 1812 році. Ерстед також був першим, хто використав еквівалентний термін Gedankenversuch у 1820 році.
До 1883 року Ернст Мах використовував термін Gedankenexperiment по-іншому, щоб позначити виключно уявне проведення реального експерименту, який згодом буде виконано його учнями як реальний фізичний експеримент. Тоді можна було порівняти фізичні та розумові експерименти: Мах просив своїх студентів надати йому пояснення щоразу, коли результати їх наступного, реального, фізичного експерименту відрізнялися від результатів їх попереднього, уявного експерименту.
Англійський термін мисленнєвий експеримент був вигаданий (як калька) з Gedankenexperiment Маха, і він вперше з'явився в англійському перекладі однієї з статей Маха 1897 року. До його появи діяльність з постановки гіпотетичних питань, які використовували підрядне міркування, існувала дуже довго (як для вчених, так і для філософів). Ірреалістичні настрої — це способи класифікувати це або говорити про це. Це допомагає пояснити надзвичайно широкий і різноманітний діапазон застосування терміна «мисленнєвий експеримент» після його введення в англійську мову.
В українській науковій літературі такими «уявними експериментами» можна вважати астрономічні передбачання Юрія Котермака-Дрогобича (1450—1494) та «мисленнєві побудови» Григорія Сковороди (1722—1794).

## Класифікація
Розрізняють три типи уявного експерименту:
1. конструюючі уявні експерименти, пов'язані з побудовою фундаментальних схем теорії.
2. аналітичні уявні експерименти, полягають у побудові або прикладу, що підтверджує істинність теорії, або контрприкладу (як правило, у формі парадоксу).
3. синтетичні уявні експерименти, що виступають засобом конструювання наукової гіпотези.

Як окремий тип уявного експерименту можна вважати експеримент екс-постфактум, введений в обіг у середині 1930-х американським соціологом Е. Крістіансеном. Відділення експериментальної групи від контрольної у ньому відбувається «заднім числом», після того, як спрацював експериментальний фактор. Наприклад гіпотеза, що об'єднує рівень доходів та освіченість піддослідних.
Нікола Тесла писав про уявний експеримент наступне:

Мені не потрібні моделі, малюнки, експерименти. Коли в мене народжуються ідеї, я в уяві починаю будувати прилад, міняю конструкцію, удосконалюю її, і включаю. І мені абсолютно байдуже проводяться випробування приладу у мене в думках або в майстерні — результати будуть однаковими. За 20 років у мене не було жодного винятку.

## Приклади

### Фізика
- Парадокс субмарини
- Кіт Шредінгера
- Демон Максвела
- Демон Дарвіна
- Кімната Марії
- Парадокс Белла
- Дослід Галілея з падінням тіл
- Парадокс драбини
- Демон Лапласа
- Парадокс близнят

### Філософія
- Якщо в лісі падає дерево
- Філософський зомбі
- Корабель Тесея
- Китайська кімната
- Машина відчуттів[en]
- Проблема вагонетки
- Апорії Зенона

### Математика
- Парадокс маляра
- Парадокс Гільберта
- Теорема про нескінченну мавпу

### Інформаційні технології
- Машина Тюринга
- Проблема зупинки